# Hauptwil-Gottshaus
Hauptwil-Gottshaus – miejscowość i gmina (Politische Gemeinde) w północno-wschodniej Szwajcarii, w kantonie Turgowia, w okręgu (Bezirk) Weinfelden. Powstała w 1996 po połączeniu gmin Hauptwil oraz Gottshaus. Leży nad rzeką Sitter.

Widok na Hauptwil w 1972

Hauptwil została po raz pierwszy wspomniana w dokumentach w 1052 roku jako Hoptwill. Gottshaus została po raz pierwszy wspomniana w dokumentach w XIII wieku jako Gottshauss.

## Demografia
W Hauptwil-Gottshaus mieszkają 2 042 osoby. W 2021 roku 10,4% populacji gminy stanowiły osoby urodzone poza Szwajcarią.
W 2000 roku 95,4% populacji mówiło w języku niemieckim, 1,6% populacji w języku serbsko-chorwackim, a 1,1% w języku włoskim.
Zmiany w liczbie ludności na przestrzeni lat przedstawia poniższy wykres:

## Transport
Przez teren gminy przebiega droga główna nr 470.